# Graettinger
Graettinger és una població dels Estats Units a l'estat d'Iowa. Segons el cens del 2000 tenia 900 habitants.

## Demografia
Segons el cens del 2000, Graettinger tenia 900 habitants, 396 habitatges, i 241 famílies. La densitat de població era de 451,3 habitants/km².
Dels 396 habitatges en un 27% hi vivien nens de menys de 18 anys, en un 51,3% hi vivien parelles casades, en un 7,6% dones solteres, i en un 39,1% no eren unitats familiars. En el 35,9% dels habitatges hi vivien persones soles el 17,9% de les quals corresponia a persones de 65 anys o més que vivien soles. El nombre mitjà de persones vivint en cada habitatge era de 2,25 i el nombre mitjà de persones que vivien en cada família era de 2,9.
Per edats la població es repartia de la següent manera: un 26,2% tenia menys de 18 anys, un 7,4% entre 18 i 24, un 25,2% entre 25 i 44, un 21,2% de 45 a 60 i un 19,9% 65 anys o més.
L'edat mediana era de 38 anys. Per cada 100 dones de 18 o més anys hi havia 83,4 homes.
La renda mediana per habitatge era de 28.988 $ i la renda mediana per família de 36.591 $. Els homes tenien una renda mediana de 26.726 $ mentre que les dones 17.721 $. La renda per capita de la població era de 15.520 $. Entorn del 3,9% de les famílies i el 9,4% de la població estaven per davall del llindar de pobresa.

## Poblacions més properes
El següent diagrama mostra les poblacions més properes.